# Ли, Флоренс
Флоренс Ли (англ. Florence Lee, 12 марта 1888 — 1 сентября 1962) — американская актриса немого кино.
За свою актёрскую карьеру Флоренс Ли снялась в 99 фильмах. Она наиболее известна по роли бабушки слепой продавщицы цветов в фильме Чарли Чаплина «Огни большого города» (1931). Актриса трижды была замужем. Её последним супругом был канадский актёр Делл Хендерсон, который умер в 1956 году.
Флоренс умерла в Голливуде в возрасте 74 лет.

## Избранная фильмография
- 1912 — Голос из глубины / A Voice from the Deep
- 1924 — Путь человека / The Way of a Man
- 1926 — Мои звёзды / My Stars — мать
- 1931 — Огни большого города / City Lights — бабушка слепой девушки